# Maniola kurdistana
Maniola kurdistana är en fjärilsart som beskrevs av Rühl 1894. Maniola kurdistana ingår i släktet Maniola och familjen praktfjärilar. Inga underarter finns listade i Catalogue of Life.